# Goura (gen)
Goura este un gen de păsări columbiforme din familia Columbidae a porumbeilor și turturelelor, care include trei specii, originare din Noua Guinee.

## Sistematică și evoluție
Genul Goura a fost introdus de naturalistul englez James Francis Stephens⁠(d) în 1819. Specia tip este Goura cristata. Cuvântul Goura provine de la numele aborigen din Noua Guinee pentru porumbei încoronați.
Genul conține patru specii:
| Imagine | Denumire științifică | Nume comun | Distribuție             |
| ------- | -------------------- | ---------- | ----------------------- |
|         | Goura cristata       |            | nord-vestul Noii Guinee |
|         | Goura scheepmakeri   |            | sud-estul Noii Guinee   |
|         | Goura sclaterii      |            | sudul Noii Guinee       |
|         | Goura victoria       |            | nordul Noii Guinee      |